# 太田裕二
太田 裕二（おおた ゆうじ、1990年4月21日 - ）は、日本の俳優、タレント、気象予報士である。
滋賀県大津市出身、フリップアップ所属。

## 人物
滋賀県立膳所高等学校を経て、東京大学文学部日本文学科を卒業。
漢字検定準一級と世界遺産検定一級の資格を持っており、2017年の夏には気象予報士の資格を取得し、水曜リポーターとしてレギュラー出演していた 『猫のひたいほどワイド』では、『ゆうじとまさしの猫ひた天気予報』と言う天気予報のコーナーを担当していた。また、美男コンテストであるミスター・ジャパン2014のファイナリストになった経験を持つ。
趣味はLIVE鑑賞、ラジオで、特技は作詞作曲、ギター、クイズ、サッカー。作詞作曲に関しては、『猫のひたいほどワイド』のイベントで三上真史とのユニット“みず”として太田自身が作詞作曲をした曲を度々披露していた。
お笑いコンビの爆笑問題の2人を合わせたような名前から、自己紹介では「ひとり爆笑問題」を使用していると言い、名前がきっかけで爆笑問題のラジオ『爆笑問題の日曜サンデー』にゲスト出演したことがある。

## 出演

### テレビ番組
- 猫のひたいほどワイド（テレビ神奈川、2016年4月 - 2021年3月） - レギュラー・水曜リポーター[10]
- 週末ふらっとデート（フジテレビ、2016年11月19日[11]）
- 選挙Link 猫と夜ふかし（テレビ神奈川、2020年7月21日[12]）
- ネプリーグ（フジテレビ、2020年11月30日[13]、2021年2月1日[14]）
- ザ・タイムショック2020（テレビ朝日、2020年10月7日[15])
- ザ・タイムショック2021 〜最強クイズチーム決定戦SP〜（テレビ朝日、2021年8月4日[16])
- ザ・タイムショック2022 〜最強クイズチーム決定戦SP〜（テレビ朝日、2022年9月21日[17])

### テレビドラマ
- アイアングランマ 第6話（NHK BSプレミアム、2015年1月）
- ナオミとカナコ 第2話（フジテレビ、2016年1月）
- 重版出来! 第2話（TBS、2016年4月）
- 火曜スペシャル 人形佐七捕物帳 第一夜（BSジャパン、2016年10月）
- デリバリーお姉さんNEO 第6話（2017年5月、テレビ神奈川）
- 連続ドラマW「引き抜き屋 ～ヘッドハンターの流儀～」第2話（2019年、WOWOW）
- 信長未満-転生光秀が倒せない- 第8話（2022年、テレビ神奈川） - クイズ王 役

### 舞台
- COTA-rs つかこうへい作『飛龍伝』（2013年8月1日 - 4日、シアターサンモール）[18]
- 演劇集団Z-Lion第二回公演『a Novel 文書くshow』（2013年6月18日 - 25日、上野ストアハウス）
- 舞台『遙かなる時空の中で5〜風花記〜』（2016年8月11日 - 21日、全労済ホール/スペース・ゼロ） - 小栗忠慶 役[19]
- キ上の空論『青の凶器、青の暴力、手と手。この先、』（2017年8月31日 - 9月3日、東京芸術劇場 シアターウエスト）[20]
- ONE PIECE LIVE ATTRACTION〝3〟『PHANTOM』（2017年10月3日 - 2019年4月7日、東京タワー）- サンジ 役[21]
- 舞台『殉血のサルコファガス』（2019年5月15日 - 21日、新宿シアターモリエール）- M team 主演 アキト 役[22][23]
- オムニバスコント実弾生活20『サメなる浜辺』（2019年8月22日 - 26日、駅前劇場）[6]
- 舞台『月夜に舞い上がる桜』（2019年9月7日 - 16日、シアターグリーン BIG TREE THEATER）[24]
- 劇メシ-BetsuBara-『ハイイロキツネは二度遠吠う』（2019年11月15日 - 23日、THE CAMP CAFE&GRILL）[25]
- 実弾生活アナザー vol.2『ヘルポエマー桜子』（2019年12月26日 - 30日、シアターグリーン BIG TREE THEATER）[26]
- オムニバスコント実弾生活 15周年記念公演『実弾生活 THE BEST』（2020年10月3日、駅前劇場）[27]
- 2.5次元ダンスライブ - 弥生春 役
  - 2.5次元ダンスライブ『ツキウタ。』ステージ 第11幕『月花神楽～黒と白の物語～』（2021年9月30日 - 10月11日[注 1][28]、ヒューリックホール東京）[29]
  - 2.5次元ダンスライブ『ツキウタ。』ステージ 第12幕『裏斬心 -Children are sometimes ruthless and cruel.-』（2022年3月25日 - 4月3日、日本青年館ホール）[30]
  - 2.5次元ダンスライブ『ツキウタ。』ステージ 第13幕『月野百鬼夜行綺譚 依依恋恋』（2022年11月25日 - 12月4日、ヒューリックホール東京）[31]
  - 2.5次元ダンスライブ『ツキウタ。』ステージ Girl’s Side MEGASTA. Episode2『Goodbye my dear Frenemy.』（2022年12月17日、12月19日、新宿村LIVE）[32]
  - 2.5次元ダンスライブ「ALIVESTAGE Episode 8『太極伝奇の、舞台裏』」（2023年7月29日 - 8月7日、なかのZERO 大ホール）[33]
  - 『LUNATIC FES 2025 ～NOBLE FLOWERS～』（2025年3月26日 - 30日、日本青年館ホール）[34]
  - 2.5次元ダンスライブ『ツキウタ。』ステージ 第15幕『SCHOOL REVOLUTION 月野学園物語 -百年アオハル-』（2025年10月中旬頃予定、日本青年館ホール）[35]
- 舞台『うらがわの事件簿』(2024年4月10日 -  4月14日、シアターブラッツ)
- 劇団安達電機商会 第2回公演『椅子と人』　(2024年10月9日 - 10月14日、千本桜ホール)
- 舞台『シロツメクサ』（2024年10月31日 - 11月4日、コフレリオ 新宿シアター）[36]
- 舞台『スタンドマイヒーローズ』（2025年9月3日 - 14日〈予定〉、シアターサンモール） - 青山樹 役[37]

### ラジオ
- 爆笑問題の日曜サンデー（TBSラジオ、2017年1月8日）[38][2]

### CM
- カラダファクトリー（2016年8月）

### ウェブサイト
- N&Fテクノサービス WEBサイト（2014年7月） - モデル

### イベント
- 猫のひたいほどワイド 祝3周年感謝祭〜バッジより大切なもの〜（2019年3月9日、横浜市市民文化会館関内ホール）[39]
- 小早川俊輔 2019-2020 カレンダー発売イベント “3部 ひたひた会”（2019年1月27日、ワテラスコモンホール）[40]
- 猫のひたいほどワイド トークイベント第2弾『チャンピオン谷水力を囲む夜会』（2020年11月18日、ヨコハマNEWSハーバー）[41]
- ツキプロチャンネル48時間生配信2022（2022年11月6日、YouTube・ニコニコ生放送）[42]
- 安達健太郎と役者が漫才とトークするLIVE（2023年3月21日、池袋西口 GEKIBA）[43]
- ツキプロチャンネル48時間マジカルTV（2023年11月4日、YouTube・ニコニコ生放送）[44]